# Allan Simonsen (pilot)
|  | Aquest article tracta sobre el pilot danès. Si cerqueu el futbolista danès, vegeu «Allan Rodenkam Simonsen». |

Allan Simonsen (Odense, 5 de juliol de 1978 - Le Mans, 22 de juny de 2013) fou un pilot d'automobilisme danès.
Simonsen va començar la seva carrera com a pilot als karts als 10 anys. El 1999 va començar a competir a la Fórmula Ford i va guanyar la Campionat Fórmula Ford Danesa. Va córrer en la Fórmula Palmer Audi el 2000, abans de canviar a Fórmula 3 d'Alemanya i Fórmula Renault 2.0 Britànica en 2001. Simonsen va canviar a curses d'actuacions esportives el 2002, conduint un Ferrari per a l'equip Veloqx Motorsport al Campionat GT Britànic. El 2003 va començar a competir a Austràlia, competint al Campionat de la Copa de les Nacions d'Austràlia, i a les competicions Sandown 500 i Bathurst 1000 de V8 Supercars. Va guanyar el Campionat GT d'Austràlia el 2007 i va acabar en segon lloc el 2008. Va participar en les 24 Hores de Le Mans set vegades entre el 2007 i el 2013, acabant al podi de la classe GT2 en 2 ocasions: tercer el 2007 i segon el 2010. Simonsen va morir després d'un accident durant la tercera volta de la 81a edició de les 24 hores de Le Mans, el 22 juny de 2013.